# Rhipsalis cereuscula
A Rhipsalis cereuscula egy elterjedt és kultúrában is gyakran tartott epifita kaktusz, megjelenésében hasonlít a Rhipsalis teres fajra, melyet szintén gyakran nevelnek dísznövényként.

## Jellemzői
Hengeres hajtású növény, könnyen azonosítható csoportokban fejlődő rövid hajtásai alapján, melyek a hosszú hajtások végén alakulnak ki. Szára felegyenesedő, idősen csüngővé válik, 60 cm hosszú. Rövidhajtásai valamelyes bordázottak, gyengén szőrösek. Areolái 2-4 rövid sörtét hordoznak. Virágai terminálisak, 16 mm szélesek, 12 szirma fehéres-rózsaszínes, sárga középérrel, bibéje 3-4 lobusban végződik. Termése fehér bogyó.

## Elterjedése
Bolívia: La Paz tartomány, Argentína: Misiones tartomány, Corrientes tartomány, Paraguay, Uruguay, Brazília: Pernambuco, Bahia, Minas Gerais, Rio de Janeiro, São Paulo, Mato Grosso do Sul, Paraná, Santa Catarina, Rio Granse do Sul államok. Epifitikus atlanti és lombhullató erdőkben 250–1770 m tengerszint feletti magasságban.

## Rokonsági viszonyai
Az Erythrorhipsalis subgenus tagja.